# Pseudophiloscia shimojana
Pseudophiloscia shimojana är en kräftdjursart som beskrevs av Nunomura 1986. Pseudophiloscia shimojana ingår i släktet Pseudophiloscia och familjen Philosciidae. Inga underarter finns listade i Catalogue of Life.